# Chara vulgaris
Espèce
Chara vulgaris, appelée Charagne commune, Charagne vulgaire ou herbe à écurer, est une espèce d'algues vertes d'eau douce, à distribution cosmopolite.
Elle est également connue sous le nom « the common stonewort » (anglais).
Cette espèce appartient à la classe des Charophycées. Les Charophycées sont une classe d’algues vertes appartenant aux Eucaryotes et plus précisément à la lignée vertes (plantes). Les Charophycées possède 6 familles, 68 genres et 670 espèces. Elles ont pour groupe frère les Embryophytes.
Il existe une grande diversité d’espèce du genre Chara. Chara vulgaris est souvent confondue avec Chara contraria ou parfois avec de jeunes Chara intermédiaires.

## Description

### Appareil végétatif
Chara vulgaris est une plante pouvant atteindre jusqu’à 40cm de hauteur et ayant un diamètre relativement fin : entre 0,5 et 1mm. Le thalle est régionalisé et ramifié. On peut observer des nœuds séparés par des entrenœuds allant d’une longueur de 0,5cm à 5cm séparant chaque verticille composé de 5 à 10 rameaux. La croissance est caractérisée d’apicale. On note aussi la présence de parenchyme.

### Appareil reproducteur (cycle de développement)
Espèce monoïque reconnue pour sa très grande fertilité. On parle de gamétanges chez Chara vulgaris car la paroi de ces sacs contenant les gamètes est pluricellulaire. On distingue alors les gamétanges mâles des gamétanges femelles. Le gamétange mâle est appelé anthéridie et archégone (oogone) pour les femelles. L’anthéridie a un diamètre de 0,3mm à 0,5mm et prend une couleur rouge/orangée tandis que l’archégone a une longueur allant de 0,5mm à 0,8mm et une largeur comprise entre 0,35mm et 0,5mm. D’un point de vue morphologique, on aperçoit que l’anthéridie a une forme circulaire tandis que l’archégone a plutôt une forme ovoïde.
En termes de reproduction, il s’agit d’une reproduction sexuée et plus précisément d’oogamie qui est un type d’anisogamie. L’oogamie correspond à une fécondation entre un gamète porté par le gamétange le plus volumineux (archégone) immobile et un gamète mobile (anthérozoïde/spermatozoïde) porté par le gamétange le plus petit (anthéridie). De par sa taille plus importante, l’archégone représente l’organe contenant les réserves. Les anthérozoïdes parviennent à rejoindre l’archégone grâce à leur pièce mobile : les flagelles 
Le zygote issu de la fécondation est diploïde et sa paroi est composée de sporopolléline qui joue un rôle de protection, de résistance.
Concernant le cycle de vie de Chara vulgaris, on peut le qualifier de monogénétique haplophasique. En effet, ce cycle ne fait intervenir qu’une seule génération (mono génétique) et la majorité des évènements de ce cycle se déroule à l’état haploïde (haplophasique).

## Distribution et habitat
On retrouve cette espèce dans le monde entier. Elle colonise les milieux d’eau douce de faibles profondeurs (10cm à 1m) ayant un pH alcalin.

## Liste des sous-espèces
- sous-espèce Chara vulgaris var. crassicaulis (Schliecher & A. Braun) Kützing
- sous-espèce Chara vulgaris var. denudata
- sous-espèce Chara vulgaris var. gymnophylla
- sous-espèce Chara vulgaris var. longibracteata (Kützing) J. Groves & Bullock-Webster
- sous-espèce Chara vulgaris var. papillata
- sous-espèce Chara vulgaris var. vulgaris